# Prolactină
Prolactina este un hormon peptidic, produs de hipofiza anterioară (celulele lactotrope), miometru (uter) și sâni. Este alcătuită din 199 resturi de aminoacizi, având o greutate aproximativă de 23 kDa. La mamifere, prolactina are un efect mamotrop (determină creșterea glandelor mamare), lactotrop (stimulează sinteza laptelui matern) și libidinal. Prolactina de asemenea acționează într-o manieră citokina-like, fiind un important modulator al sistemului imunitar. Poate influența angiogeneza, hematopoieza și este implicată în regularea coagulării sângelui. 

## Reglarea
Sinteza și eliberarea prolactinei din hipofiza este controlată de către neuronii endocrini din hipotalamus, mai ales de neuronii tuberoinfundibulum din nucleul arcuat, secretori de dopamină. 

## Funcții
Secreția prolactinei duce la sinteza unor cantități crescute de lactoză, cazeină și grăsimi de către celulele glandei mamare, determinând secreția laptelui la 3-4 zile după naștere. Nivelul crescut de progesteron în sânge în timpul sarcinii previne lactația, acest proces începând abia după naștere, când progesteronul scade. 
Prolactina are de asemenea un efect inhibitor asupra hormonilor sexuali: estrogen la femei și testosteron la bărbați, astfel împiedicând apariția ciclului menstrual la femei în timpul sarcinii. 